# Río Leça
El río Leça es un río de la Región Norte de Portugal, cuyos 44,8 km de curso, desde su nacimiento en Santo Tirso hasta su desembocadura en el Océano Atlántico, en el municipio de Matosinhos, discurren íntegramente en el distrito de Oporto. Su cuenca tiene una extensión de 189,8 km².

## Curso
El río Leça nace en el monte de Santa Luzia, a unos 420 m de altitud, por encima de la aldea de Redundo, perteneciente a la freguesia de Monte Córdova, del concelho de Santo Tirso.  Tras regar varias freguesias de este municipio atraviesa luego los términos municipales de Valongo y Maia, yendo a desaguar en el puerto de Leixões, junto a la ciudad de Matosinhos.
Sus principales afluentes son el arroyo de Arquinho y el arroyo de Leandro, ambos por la margen derecha.

## Cuenca
La cuenca del río Leça, en sentido estricto, tiene una extensión de 189,8 km², aunque su plano de cuenca oficial la amplía hasta 235 km², por la adición de dos franjas costeras, una al norte y otra al sur de la desembocadura, cuyas aguas drenan directamente al océano. El caudal medio anual es de 107 hm³.
La cuenca tiene una forma alargada y estrecha, con dirección predominante nordeste-sudoeste, estando comprimida por la cuenca del río Ave al norte y por la del Duero al este y al sur. Sus características no permiten recursos hídricos regulares.

## Contaminación
El río Leça atraviesa una región fuertemente poblada y con importante actividad agrícola y de industria ligera, con los consiguientes problemas de vertido de residuos sin depurar, que han degradado la calidad de las aguas y de los sistemas biológicos, poniendo en riesgo sistemas hidrogeológicos de interés local. Para tratar de recuperar esta situación, las administraciones locales y regionales afectadas han lanzado el proyecto “Corrente Rio Leça”, que pretende implicar también la participación de los ciudadanos.